# Louis-Alexandre-Céleste d'Aumont
Louis-Alexandre-Céleste d'Aumont, född 1736, död 1814, var en fransk hertig. Han var bror till Louis Marie d'Aumont och far till Louis-Marie-Céleste d'Aumont.
d'Aumont var en av Ludvig XVI:s tillgivnaste anhängare. Misstänkt för att ha varit denne behjälplig vid hans flykt, måste han emigrera. Efter restaurationen återvände han och blev pär.